# Orchidoideae
Orchidoideae Eaton, 1836 è una sottofamiglia di piante spermatofite monocotiledoni appartenenti alla famiglia delle Orchidacee.

## Etimologia
Il nome di questa sottofamiglia è stato ripreso da una sua tribù: Orchideae. L'etimologia del nome deriva dal greco όρχις = testicolo, per via dei rizotuberi appaiati e di forma arrotondata che si presentano in alcune specie.
La denominazione di questa sottofamiglia è stata proposta dal botanico americano Amos Eaton (1776 - 1842) nella pubblicazione ”A botanical dictionary” del 1836.

## Descrizione
I dati morfologici si riferiscono soprattutto alle specie europee e in particolare a quelle spontanee italiane.
Sono piante erbacea perenni alte da pochi decimetri fino a 2 metri. La forma biologica prevalente di queste orchidee è geofita rizomatosa (G rizh), ossia sono piante con un particolare fusto sotterraneo, detto rizoma, che ogni anno si rigenera con nuove radici e fusti avventizi. La crescita di queste orchidee è terrestre ma anche “epifita” (soprattutto nelle specie tropicali).

### Radici
Le radici sono secondarie da rizoma. Sono del tipo fascicolato e si trovano nella parte superiore dei rizotuberi; oppure fuoriescono a intervalli lungo il rizoma. Raramente sono assenti, in questo caso il rizoma è ingrossato simile al corallo.

### Fusto
- Parte ipogea: la parte sotterranea consiste o in un rizoma stolonifero e radicante ai nodi oppure in tuberi (rizotuberi). La consistenza di questi organi può essere carnosa e nelle specie tropicali epifite spesso sono rivestiti di un velo radicale detto velamen che consente alla pianta di assorbire l'umidità atmosferica. Il velamen presenta delle caratteristiche utili all'analisi filogenetica di queste orchidee[2].
- Parte epigea: i fusti aerei sono ascendenti, delicati e ramificati. Alcune specie hanno un portamento prostrato.

### Foglie
- Foglie basali: alcune piante sono dotate di una rosetta basale. Le foglie hanno una forma intera o ovato-bislunga con apice appuntito. La lamina in genere è verde ed è solcata da diverse nervature parallele (nervatura parallelinervia); alcune specie presentano nervature di altro tipo (nervatura anastomosata).
- Foglie cauline: quelle del fusto in genere sono ridotte ma sempre ben visibili e normalmente verdi, a forma lanceolato-lineare e sono amplessicauli (abbraccianti il fusto).

Alcune specie sono prive di clorofilla per cui le foglie sono colorate di marrone chiaro, oppure sono ridotte a squame distribuite lungo il fusto.

### Infiorescenza
L'infiorescenza è del tipo spiciforme o a racemo o a grappolo con pochi (anche uno) o tanti fiori secondo la specie.  Alla base del ovario (sotto il perigonio) sono presenti delle brattee erbacee a forma lanceolata. In alcune specie i fiori sono resupinati, ossia ruotati di 180° per cui il labello si trova in posizione bassa, mentre in altre specie non lo sono.

### Fiori
I fiori sono ermafroditi ed irregolarmente zigomorfi, pentaciclici (perigonio a 2 verticilli di tepali, 2 verticilli di stami (di cui uno atrofizzato), 1 verticillo dello stilo).

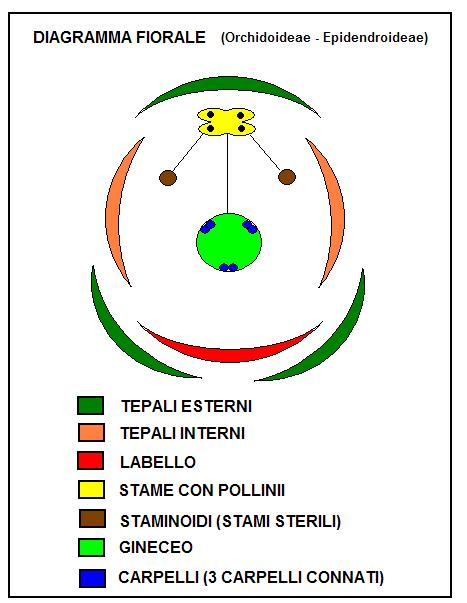
Diagramma fiorale

- Formula fiorale: per queste piante viene indicata la seguente formula fiorale:

X, P 3+3, [A 1, G (3)], infero, capsula
- Perigonio: il perigonio è composto da 2 verticilli con 3 tepali ciascuno (3 interni e 3 esterni) a forma quasi sempre lanceolato-ovata, con apice acuto e più o meno liberi. Nel secondo verticillo (interno) il tepalo centrale (chiamato “labello”) è molto diverso rispetto agli altri due laterali che si presentano più simili ai tre tepali esterni.
- Labello: il labello è la parte più visibile del perigonio (è addetto alla funzione vessillifera); questo organo in alcune specie è semplice (non formato da due parti distinte) e privo dello sperone; in altre è diviso in due parti (ipochilo e epichilo).  Nella maggioranza dei casi la forma è ovata. Al suo interno si trovano gli organi di riproduzione (il ginostemio). In genere è questa la parte nettarifera.
- Ginostemio:  lo stame con le rispettive antere (in realtà si tratta di una sola antera fertile biloculare – a due logge) è concresciuto con lo stilo e forma una specie di organo colonnare chiamato ginostemio[6]. Il polline è conglutinato in pollinii (o masse polliniche) collegati direttamente (senza caudicole o con caudicole a seconda della specie) al retinacolo (una ghiandola vischiosa sporgente che ha la funzione di catturare il polline – anche questa parte può non essere presente in alcune specie).
- Ovario: l'ovario, infero e sessile, è formato da tre carpelli fusi insieme[3].

### Frutti
I frutti sono delle capsula più o meno ovoidali con alcune coste. Questo tipo di frutto è deiscente lungo tre di queste coste. Al suo interno sono contenuti numerosi minutissimi semi. Questi semi sono privi di endosperma e gli embrioni contenuti in essi sono poco differenziati in quanto formati da poche cellule. Queste piante vivono in stretta simbiosi con micorrize endotrofiche, questo significa che i semi possono svilupparsi solamente dopo essere infettati dalle spore di funghi micorrizici (infestazione di ife fungine). Questo meccanismo è necessario in quanto i semi da soli hanno poche sostanze di riserva per una germinazione in proprio..

## Biologia
La riproduzione di queste piante può avvenire in due modi: 
- per via sessuata grazie all'impollinazione degli insetti pronubi; ma la germinazione dei semi è condizionata dalla presenza di funghi specifici (i semi sono privi di albume – vedi sopra).
- per via vegetativa in quanto i rizomi possono emettere gemme avventizie capaci di generare nuovi individui.

## Distribuzione e habitat

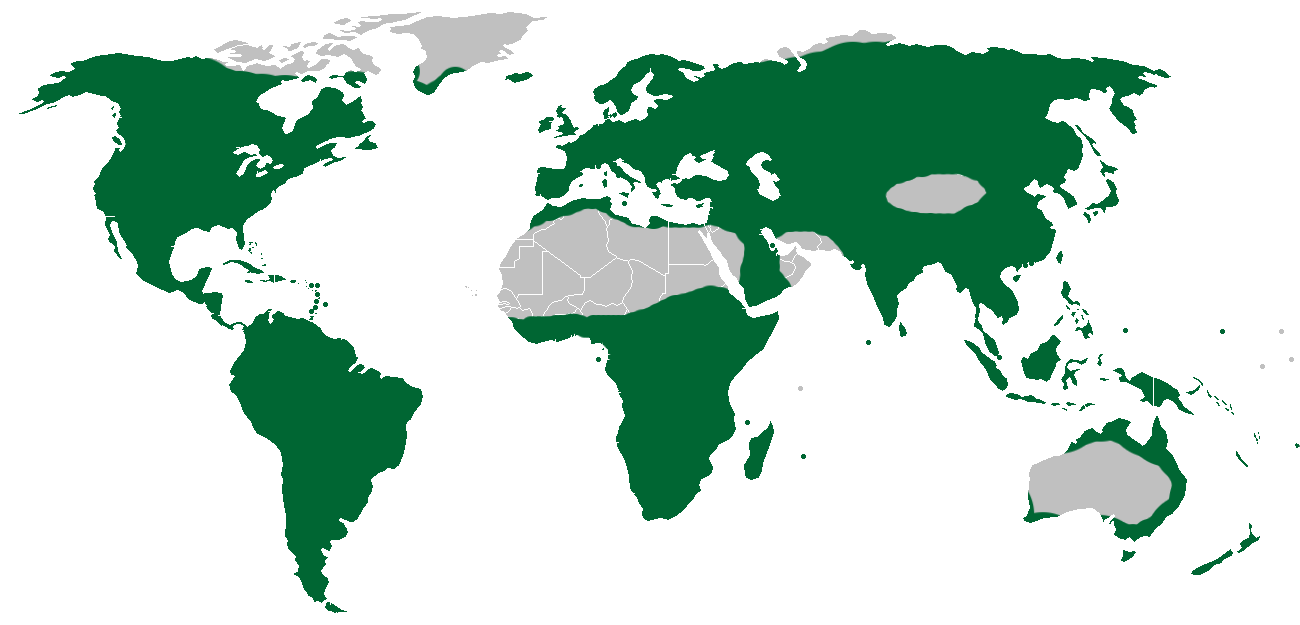
Areale

La distribuzione di questo gruppo di piante è pressoché cosmopolita ad esclusione delle zone polari e desertiche. L'habitat è molto vario comprendendo sia specie temperate che tropicali.  Le specie europee prediligono le zone ombreggiate, fresche e umide dei sottoboschi oppure ambienti di tipo alpino; mentre quelle tropicali vivono in ambienti umidi e caldi delle foreste equatoriali.

## Tassonomia
Le Orchidaceae è una delle famiglie più vaste della divisione tassonomica delle Angiosperme; comprende circa 790 generi e più di 18500 specie. Il Sistema Cronquist assegna la famiglia delle Orchidaceae all'ordine Orchidales mentre la moderna classificazione APG la colloca nel nuovo ordine delle Asparagales.
Le Orchidoideae sono una delle cinque sottofamiglie in cui è suddivisa la famiglia delle Orchidacee. Si tratta di un gruppo abbastanza numeroso con circa 1/5 delle specie dell'intera famiglia.

### Filogenesi
Da un punto di vista filogenetico rappresentano, insieme alla sottofamiglia delle Epidendroideae, la fase più recente dello sviluppo evolutivo delle Orchidee. Insieme alla sottofamiglia più primitiva delle Vanilloideae (priva di pollinii) fanno parte del ben distinto clade delle “Monandrae” caratterizzato dalla presenza di un solo stame fertile.
La formazione tassonomica di questa sottofamiglia passando da botanico in botanico ha subito diverse ristrutturazioni classificatorie. Cinquant'anni fa ad esempio le Epidendreae erano considerate una delle tribù delle Orchidoideae (ora fanno parte della sottofamiglia delle Epidendroideae). Viceversa la sottotribù delle Spiranthinae appartenente ora alla tribù delle Cranichideae fino a qualche anno fa era considerata una sottofamiglia (Spiranthoideae) delle Orchidacee. E così è successo per tanti altri gruppi di orchidee. Questo è dovuto, nel passato, alle analisi classificatorie basate quasi esclusivamente sul ginostemio. Ora con i nuovi sistemi di analisi cladistica anche molecolare le conoscenze su questo gruppo di orchidee è migliorato anche se rimane ancora molto da fare.
I rapporti filogenetici all'interno della sottofamiglia sono illustrati dal seguente cladogramma, tratto dallo studio citato mostra l'attuale conoscenza filogenetica della sottofamiglia.
|  | \| \| Sottotribù Coryciinae \| \| \| \| \| \| Sottotribù Disinae \| \| \| \| \| \| Sottotribù Orchidinae \| \| \| \| |
|  | |
|  | Sottotribù Brownleeinae                                                                                              |
|  | |
|  | Sottotribù Coryciinae                                                                                                |
|  | |
|  | Sottotribù Disinae                                                                                                   |
|  | |
|  | Sottotribù Orchidinae                                                                                                |
|  | |

|  | Sottotribù Coryciinae |
|  |                       |
|  | Sottotribù Disinae    |
|  |                       |
|  | Sottotribù Orchidinae |
|  |                       |

|  | \| \| Sottotribù Coryciinae \| \| \| \| \| \| Sottotribù Disinae \| \| \| \| \| \| Sottotribù Orchidinae \| \| \| \| |
|  | |
|  | Sottotribù Brownleeinae                                                                                              |
|  | |
|  | Sottotribù Coryciinae                                                                                                |
|  | |
|  | Sottotribù Disinae                                                                                                   |
|  | |
|  | Sottotribù Orchidinae                                                                                                |
|  | |

|  | Sottotribù Coryciinae |
|  |                       |
|  | Sottotribù Disinae    |
|  |                       |
|  | Sottotribù Orchidinae |
|  |                       |

|  | \| \| Sottotribù Thelymitrinae \| \| \| \| \| \| Sottotribù Megastylidinae \| \| \| \| \| \| Sottotribù Drakaeinae \| \| \| \| |
|  | |
|  | Sottotribù Cryptostylidinae |
|  | |
|  | Sottotribù Thelymitrinae |
|  | |
|  | Sottotribù Megastylidinae |
|  | |
|  | Sottotribù Drakaeinae |
|  | |

|  | Sottotribù Thelymitrinae  |
|  |                           |
|  | Sottotribù Megastylidinae |
|  |                           |
|  | Sottotribù Drakaeinae     |
|  |                           |

|  | \| \| Sottotribù Thelymitrinae \| \| \| \| \| \| Sottotribù Megastylidinae \| \| \| \| \| \| Sottotribù Drakaeinae \| \| \| \| |
|  | |
|  | Sottotribù Cryptostylidinae |
|  | |
|  | Sottotribù Thelymitrinae |
|  | |
|  | Sottotribù Megastylidinae |
|  | |
|  | Sottotribù Drakaeinae |
|  | |

|  | Sottotribù Thelymitrinae  |
|  |                           |
|  | Sottotribù Megastylidinae |
|  |                           |
|  | Sottotribù Drakaeinae     |
|  |                           |

|  | \| \| Sottotribù Thelymitrinae \| \| \| \| \| \| Sottotribù Megastylidinae \| \| \| \| \| \| Sottotribù Drakaeinae \| \| \| \| |
|  | |
|  | Sottotribù Cryptostylidinae |
|  | |
|  | Sottotribù Thelymitrinae |
|  | |
|  | Sottotribù Megastylidinae |
|  | |
|  | Sottotribù Drakaeinae |
|  | |

|  | Sottotribù Thelymitrinae  |
|  |                           |
|  | Sottotribù Megastylidinae |
|  |                           |
|  | Sottotribù Drakaeinae     |
|  |                           |

|  | \| \| Sottotribù Thelymitrinae \| \| \| \| \| \| Sottotribù Megastylidinae \| \| \| \| \| \| Sottotribù Drakaeinae \| \| \| \| |
|  | |
|  | Sottotribù Cryptostylidinae |
|  | |
|  | Sottotribù Thelymitrinae |
|  | |
|  | Sottotribù Megastylidinae |
|  | |
|  | Sottotribù Drakaeinae |
|  | |

|  | Sottotribù Thelymitrinae  |
|  |                           |
|  | Sottotribù Megastylidinae |
|  |                           |
|  | Sottotribù Drakaeinae     |
|  |                           |

|  | Sottotribù Spiranthinae                                                             |
|  |                                                                                     |
|  | \| \| Sottotribù Discyphinae \| \| \| \| \| \| Sottotribù Cranichidinae \| \| \| \| |
|  |                                                                                     |
|  | Sottotribù Discyphinae                                                              |
|  |                                                                                     |
|  | Sottotribù Cranichidinae                                                            |
|  |                                                                                     |

|  | Sottotribù Discyphinae   |
|  |                          |
|  | Sottotribù Cranichidinae |
|  |                          |

|  | Sottotribù Spiranthinae                                                             |
|  |                                                                                     |
|  | \| \| Sottotribù Discyphinae \| \| \| \| \| \| Sottotribù Cranichidinae \| \| \| \| |
|  |                                                                                     |
|  | Sottotribù Discyphinae                                                              |
|  |                                                                                     |
|  | Sottotribù Cranichidinae                                                            |
|  |                                                                                     |

|  | Sottotribù Discyphinae   |
|  |                          |
|  | Sottotribù Cranichidinae |
|  |                          |

|  | Sottotribù Spiranthinae                                                             |
|  |                                                                                     |
|  | \| \| Sottotribù Discyphinae \| \| \| \| \| \| Sottotribù Cranichidinae \| \| \| \| |
|  |                                                                                     |
|  | Sottotribù Discyphinae                                                              |
|  |                                                                                     |
|  | Sottotribù Cranichidinae                                                            |
|  |                                                                                     |

|  | Sottotribù Discyphinae   |
|  |                          |
|  | Sottotribù Cranichidinae |
|  |                          |

|  | Sottotribù Spiranthinae                                                             |
|  |                                                                                     |
|  | \| \| Sottotribù Discyphinae \| \| \| \| \| \| Sottotribù Cranichidinae \| \| \| \| |
|  |                                                                                     |
|  | Sottotribù Discyphinae                                                              |
|  |                                                                                     |
|  | Sottotribù Cranichidinae                                                            |
|  |                                                                                     |

|  | Sottotribù Discyphinae   |
|  |                          |
|  | Sottotribù Cranichidinae |
|  |                          |

|  | Sottotribù Spiranthinae                                                             |
|  |                                                                                     |
|  | \| \| Sottotribù Discyphinae \| \| \| \| \| \| Sottotribù Cranichidinae \| \| \| \| |
|  |                                                                                     |
|  | Sottotribù Discyphinae                                                              |
|  |                                                                                     |
|  | Sottotribù Cranichidinae                                                            |
|  |                                                                                     |

|  | Sottotribù Discyphinae   |
|  |                          |
|  | Sottotribù Cranichidinae |
|  |                          |

|  | Sottotribù Spiranthinae                                                             |
|  |                                                                                     |
|  | \| \| Sottotribù Discyphinae \| \| \| \| \| \| Sottotribù Cranichidinae \| \| \| \| |
|  |                                                                                     |
|  | Sottotribù Discyphinae                                                              |
|  |                                                                                     |
|  | Sottotribù Cranichidinae                                                            |
|  |                                                                                     |

|  | Sottotribù Discyphinae   |
|  |                          |
|  | Sottotribù Cranichidinae |
|  |                          |

|  | Sottotribù Spiranthinae                                                             |
|  |                                                                                     |
|  | \| \| Sottotribù Discyphinae \| \| \| \| \| \| Sottotribù Cranichidinae \| \| \| \| |
|  |                                                                                     |
|  | Sottotribù Discyphinae                                                              |
|  |                                                                                     |
|  | Sottotribù Cranichidinae                                                            |
|  |                                                                                     |

|  | Sottotribù Discyphinae   |
|  |                          |
|  | Sottotribù Cranichidinae |
|  |                          |

|  | Sottotribù Spiranthinae                                                             |
|  |                                                                                     |
|  | \| \| Sottotribù Discyphinae \| \| \| \| \| \| Sottotribù Cranichidinae \| \| \| \| |
|  |                                                                                     |
|  | Sottotribù Discyphinae                                                              |
|  |                                                                                     |
|  | Sottotribù Cranichidinae                                                            |
|  |                                                                                     |

|  | Sottotribù Discyphinae   |
|  |                          |
|  | Sottotribù Cranichidinae |
|  |                          |

|  | Sottotribù Spiranthinae                                                             |
|  |                                                                                     |
|  | \| \| Sottotribù Discyphinae \| \| \| \| \| \| Sottotribù Cranichidinae \| \| \| \| |
|  |                                                                                     |
|  | Sottotribù Discyphinae                                                              |
|  |                                                                                     |
|  | Sottotribù Cranichidinae                                                            |
|  |                                                                                     |

|  | Sottotribù Discyphinae   |
|  |                          |
|  | Sottotribù Cranichidinae |
|  |                          |

|  | Sottotribù Spiranthinae                                                             |
|  |                                                                                     |
|  | \| \| Sottotribù Discyphinae \| \| \| \| \| \| Sottotribù Cranichidinae \| \| \| \| |
|  |                                                                                     |
|  | Sottotribù Discyphinae                                                              |
|  |                                                                                     |
|  | Sottotribù Cranichidinae                                                            |
|  |                                                                                     |

|  | Sottotribù Discyphinae   |
|  |                          |
|  | Sottotribù Cranichidinae |
|  |                          |

|  | Sottotribù Spiranthinae                                                             |
|  |                                                                                     |
|  | \| \| Sottotribù Discyphinae \| \| \| \| \| \| Sottotribù Cranichidinae \| \| \| \| |
|  |                                                                                     |
|  | Sottotribù Discyphinae                                                              |
|  |                                                                                     |
|  | Sottotribù Cranichidinae                                                            |
|  |                                                                                     |

|  | Sottotribù Discyphinae   |
|  |                          |
|  | Sottotribù Cranichidinae |
|  |                          |

|  | Sottotribù Spiranthinae                                                             |
|  |                                                                                     |
|  | \| \| Sottotribù Discyphinae \| \| \| \| \| \| Sottotribù Cranichidinae \| \| \| \| |
|  |                                                                                     |
|  | Sottotribù Discyphinae                                                              |
|  |                                                                                     |
|  | Sottotribù Cranichidinae                                                            |
|  |                                                                                     |

|  | Sottotribù Discyphinae   |
|  |                          |
|  | Sottotribù Cranichidinae |
|  |                          |

|  | Sottotribù Spiranthinae                                                             |
|  |                                                                                     |
|  | \| \| Sottotribù Discyphinae \| \| \| \| \| \| Sottotribù Cranichidinae \| \| \| \| |
|  |                                                                                     |
|  | Sottotribù Discyphinae                                                              |
|  |                                                                                     |
|  | Sottotribù Cranichidinae                                                            |
|  |                                                                                     |

|  | Sottotribù Discyphinae   |
|  |                          |
|  | Sottotribù Cranichidinae |
|  |                          |

|  | Sottotribù Spiranthinae                                                             |
|  |                                                                                     |
|  | \| \| Sottotribù Discyphinae \| \| \| \| \| \| Sottotribù Cranichidinae \| \| \| \| |
|  |                                                                                     |
|  | Sottotribù Discyphinae                                                              |
|  |                                                                                     |
|  | Sottotribù Cranichidinae                                                            |
|  |                                                                                     |

|  | Sottotribù Discyphinae   |
|  |                          |
|  | Sottotribù Cranichidinae |
|  |                          |

|  | Sottotribù Spiranthinae                                                             |
|  |                                                                                     |
|  | \| \| Sottotribù Discyphinae \| \| \| \| \| \| Sottotribù Cranichidinae \| \| \| \| |
|  |                                                                                     |
|  | Sottotribù Discyphinae                                                              |
|  |                                                                                     |
|  | Sottotribù Cranichidinae                                                            |
|  |                                                                                     |

|  | Sottotribù Discyphinae   |
|  |                          |
|  | Sottotribù Cranichidinae |
|  |                          |

|  | Sottotribù Spiranthinae                                                             |
|  |                                                                                     |
|  | \| \| Sottotribù Discyphinae \| \| \| \| \| \| Sottotribù Cranichidinae \| \| \| \| |
|  |                                                                                     |
|  | Sottotribù Discyphinae                                                              |
|  |                                                                                     |
|  | Sottotribù Cranichidinae                                                            |
|  |                                                                                     |

|  | Sottotribù Discyphinae   |
|  |                          |
|  | Sottotribù Cranichidinae |
|  |                          |

|  | Sottotribù Spiranthinae                                                             |
|  |                                                                                     |
|  | \| \| Sottotribù Discyphinae \| \| \| \| \| \| Sottotribù Cranichidinae \| \| \| \| |
|  |                                                                                     |
|  | Sottotribù Discyphinae                                                              |
|  |                                                                                     |
|  | Sottotribù Cranichidinae                                                            |
|  |                                                                                     |

|  | Sottotribù Discyphinae   |
|  |                          |
|  | Sottotribù Cranichidinae |
|  |                          |

|  | Sottotribù Spiranthinae                                                             |
|  |                                                                                     |
|  | \| \| Sottotribù Discyphinae \| \| \| \| \| \| Sottotribù Cranichidinae \| \| \| \| |
|  |                                                                                     |
|  | Sottotribù Discyphinae                                                              |
|  |                                                                                     |
|  | Sottotribù Cranichidinae                                                            |
|  |                                                                                     |

|  | Sottotribù Discyphinae   |
|  |                          |
|  | Sottotribù Cranichidinae |
|  |                          |

|  | Sottotribù Spiranthinae                                                             |
|  |                                                                                     |
|  | \| \| Sottotribù Discyphinae \| \| \| \| \| \| Sottotribù Cranichidinae \| \| \| \| |
|  |                                                                                     |
|  | Sottotribù Discyphinae                                                              |
|  |                                                                                     |
|  | Sottotribù Cranichidinae                                                            |
|  |                                                                                     |

|  | Sottotribù Discyphinae   |
|  |                          |
|  | Sottotribù Cranichidinae |
|  |                          |

|  | Sottotribù Spiranthinae                                                             |
|  |                                                                                     |
|  | \| \| Sottotribù Discyphinae \| \| \| \| \| \| Sottotribù Cranichidinae \| \| \| \| |
|  |                                                                                     |
|  | Sottotribù Discyphinae                                                              |
|  |                                                                                     |
|  | Sottotribù Cranichidinae                                                            |
|  |                                                                                     |

|  | Sottotribù Discyphinae   |
|  |                          |
|  | Sottotribù Cranichidinae |
|  |                          |

|  | Sottotribù Spiranthinae                                                             |
|  |                                                                                     |
|  | \| \| Sottotribù Discyphinae \| \| \| \| \| \| Sottotribù Cranichidinae \| \| \| \| |
|  |                                                                                     |
|  | Sottotribù Discyphinae                                                              |
|  |                                                                                     |
|  | Sottotribù Cranichidinae                                                            |
|  |                                                                                     |

|  | Sottotribù Discyphinae   |
|  |                          |
|  | Sottotribù Cranichidinae |
|  |                          |

|  | Sottotribù Spiranthinae                                                             |
|  |                                                                                     |
|  | \| \| Sottotribù Discyphinae \| \| \| \| \| \| Sottotribù Cranichidinae \| \| \| \| |
|  |                                                                                     |
|  | Sottotribù Discyphinae                                                              |
|  |                                                                                     |
|  | Sottotribù Cranichidinae                                                            |
|  |                                                                                     |

|  | Sottotribù Discyphinae   |
|  |                          |
|  | Sottotribù Cranichidinae |
|  |                          |

|  | Sottotribù Spiranthinae                                                             |
|  |                                                                                     |
|  | \| \| Sottotribù Discyphinae \| \| \| \| \| \| Sottotribù Cranichidinae \| \| \| \| |
|  |                                                                                     |
|  | Sottotribù Discyphinae                                                              |
|  |                                                                                     |
|  | Sottotribù Cranichidinae                                                            |
|  |                                                                                     |

|  | Sottotribù Discyphinae   |
|  |                          |
|  | Sottotribù Cranichidinae |
|  |                          |

|  | Sottotribù Spiranthinae                                                             |
|  |                                                                                     |
|  | \| \| Sottotribù Discyphinae \| \| \| \| \| \| Sottotribù Cranichidinae \| \| \| \| |
|  |                                                                                     |
|  | Sottotribù Discyphinae                                                              |
|  |                                                                                     |
|  | Sottotribù Cranichidinae                                                            |
|  |                                                                                     |

|  | Sottotribù Discyphinae   |
|  |                          |
|  | Sottotribù Cranichidinae |
|  |                          |

|  | Sottotribù Spiranthinae                                                             |
|  |                                                                                     |
|  | \| \| Sottotribù Discyphinae \| \| \| \| \| \| Sottotribù Cranichidinae \| \| \| \| |
|  |                                                                                     |
|  | Sottotribù Discyphinae                                                              |
|  |                                                                                     |
|  | Sottotribù Cranichidinae                                                            |
|  |                                                                                     |

|  | Sottotribù Discyphinae   |
|  |                          |
|  | Sottotribù Cranichidinae |
|  |                          |

|  | Sottotribù Spiranthinae                                                             |
|  |                                                                                     |
|  | \| \| Sottotribù Discyphinae \| \| \| \| \| \| Sottotribù Cranichidinae \| \| \| \| |
|  |                                                                                     |
|  | Sottotribù Discyphinae                                                              |
|  |                                                                                     |
|  | Sottotribù Cranichidinae                                                            |
|  |                                                                                     |

|  | Sottotribù Discyphinae   |
|  |                          |
|  | Sottotribù Cranichidinae |
|  |                          |

|  | Sottotribù Spiranthinae                                                             |
|  |                                                                                     |
|  | \| \| Sottotribù Discyphinae \| \| \| \| \| \| Sottotribù Cranichidinae \| \| \| \| |
|  |                                                                                     |
|  | Sottotribù Discyphinae                                                              |
|  |                                                                                     |
|  | Sottotribù Cranichidinae                                                            |
|  |                                                                                     |

|  | Sottotribù Discyphinae   |
|  |                          |
|  | Sottotribù Cranichidinae |
|  |                          |

|  | Sottotribù Spiranthinae                                                             |
|  |                                                                                     |
|  | \| \| Sottotribù Discyphinae \| \| \| \| \| \| Sottotribù Cranichidinae \| \| \| \| |
|  |                                                                                     |
|  | Sottotribù Discyphinae                                                              |
|  |                                                                                     |
|  | Sottotribù Cranichidinae                                                            |
|  |                                                                                     |

|  | Sottotribù Discyphinae   |
|  |                          |
|  | Sottotribù Cranichidinae |
|  |                          |

|  | Sottotribù Spiranthinae                                                             |
|  |                                                                                     |
|  | \| \| Sottotribù Discyphinae \| \| \| \| \| \| Sottotribù Cranichidinae \| \| \| \| |
|  |                                                                                     |
|  | Sottotribù Discyphinae                                                              |
|  |                                                                                     |
|  | Sottotribù Cranichidinae                                                            |
|  |                                                                                     |

|  | Sottotribù Discyphinae   |
|  |                          |
|  | Sottotribù Cranichidinae |
|  |                          |

|  | Sottotribù Spiranthinae                                                             |
|  |                                                                                     |
|  | \| \| Sottotribù Discyphinae \| \| \| \| \| \| Sottotribù Cranichidinae \| \| \| \| |
|  |                                                                                     |
|  | Sottotribù Discyphinae                                                              |
|  |                                                                                     |
|  | Sottotribù Cranichidinae                                                            |
|  |                                                                                     |

|  | Sottotribù Discyphinae   |
|  |                          |
|  | Sottotribù Cranichidinae |
|  |                          |

|  | Sottotribù Spiranthinae                                                             |
|  |                                                                                     |
|  | \| \| Sottotribù Discyphinae \| \| \| \| \| \| Sottotribù Cranichidinae \| \| \| \| |
|  |                                                                                     |
|  | Sottotribù Discyphinae                                                              |
|  |                                                                                     |
|  | Sottotribù Cranichidinae                                                            |
|  |                                                                                     |

|  | Sottotribù Discyphinae   |
|  |                          |
|  | Sottotribù Cranichidinae |
|  |                          |

|  | Sottotribù Spiranthinae                                                             |
|  |                                                                                     |
|  | \| \| Sottotribù Discyphinae \| \| \| \| \| \| Sottotribù Cranichidinae \| \| \| \| |
|  |                                                                                     |
|  | Sottotribù Discyphinae                                                              |
|  |                                                                                     |
|  | Sottotribù Cranichidinae                                                            |
|  |                                                                                     |

|  | Sottotribù Discyphinae   |
|  |                          |
|  | Sottotribù Cranichidinae |
|  |                          |

|  | \| \| Sottotribù Coryciinae \| \| \| \| \| \| Sottotribù Disinae \| \| \| \| \| \| Sottotribù Orchidinae \| \| \| \| |
|  | |
|  | Sottotribù Brownleeinae                                                                                              |
|  | |
|  | Sottotribù Coryciinae                                                                                                |
|  | |
|  | Sottotribù Disinae                                                                                                   |
|  | |
|  | Sottotribù Orchidinae                                                                                                |
|  | |

|  | Sottotribù Coryciinae |
|  |                       |
|  | Sottotribù Disinae    |
|  |                       |
|  | Sottotribù Orchidinae |
|  |                       |

|  | \| \| Sottotribù Coryciinae \| \| \| \| \| \| Sottotribù Disinae \| \| \| \| \| \| Sottotribù Orchidinae \| \| \| \| |
|  | |
|  | Sottotribù Brownleeinae                                                                                              |
|  | |
|  | Sottotribù Coryciinae                                                                                                |
|  | |
|  | Sottotribù Disinae                                                                                                   |
|  | |
|  | Sottotribù Orchidinae                                                                                                |
|  | |

|  | Sottotribù Coryciinae |
|  |                       |
|  | Sottotribù Disinae    |
|  |                       |
|  | Sottotribù Orchidinae |
|  |                       |

|  | \| \| Sottotribù Thelymitrinae \| \| \| \| \| \| Sottotribù Megastylidinae \| \| \| \| \| \| Sottotribù Drakaeinae \| \| \| \| |
|  | |
|  | Sottotribù Cryptostylidinae |
|  | |
|  | Sottotribù Thelymitrinae |
|  | |
|  | Sottotribù Megastylidinae |
|  | |
|  | Sottotribù Drakaeinae |
|  | |

|  | Sottotribù Thelymitrinae  |
|  |                           |
|  | Sottotribù Megastylidinae |
|  |                           |
|  | Sottotribù Drakaeinae     |
|  |                           |

|  | \| \| Sottotribù Thelymitrinae \| \| \| \| \| \| Sottotribù Megastylidinae \| \| \| \| \| \| Sottotribù Drakaeinae \| \| \| \| |
|  | |
|  | Sottotribù Cryptostylidinae |
|  | |
|  | Sottotribù Thelymitrinae |
|  | |
|  | Sottotribù Megastylidinae |
|  | |
|  | Sottotribù Drakaeinae |
|  | |

|  | Sottotribù Thelymitrinae  |
|  |                           |
|  | Sottotribù Megastylidinae |
|  |                           |
|  | Sottotribù Drakaeinae     |
|  |                           |

|  | \| \| Sottotribù Thelymitrinae \| \| \| \| \| \| Sottotribù Megastylidinae \| \| \| \| \| \| Sottotribù Drakaeinae \| \| \| \| |
|  | |
|  | Sottotribù Cryptostylidinae |
|  | |
|  | Sottotribù Thelymitrinae |
|  | |
|  | Sottotribù Megastylidinae |
|  | |
|  | Sottotribù Drakaeinae |
|  | |

|  | Sottotribù Thelymitrinae  |
|  |                           |
|  | Sottotribù Megastylidinae |
|  |                           |
|  | Sottotribù Drakaeinae     |
|  |                           |

|  | \| \| Sottotribù Thelymitrinae \| \| \| \| \| \| Sottotribù Megastylidinae \| \| \| \| \| \| Sottotribù Drakaeinae \| \| \| \| |
|  | |
|  | Sottotribù Cryptostylidinae |
|  | |
|  | Sottotribù Thelymitrinae |
|  | |
|  | Sottotribù Megastylidinae |
|  | |
|  | Sottotribù Drakaeinae |
|  | |

|  | Sottotribù Thelymitrinae  |
|  |                           |
|  | Sottotribù Megastylidinae |
|  |                           |
|  | Sottotribù Drakaeinae     |
|  |                           |

|  | Sottotribù Spiranthinae                                                             |
|  |                                                                                     |
|  | \| \| Sottotribù Discyphinae \| \| \| \| \| \| Sottotribù Cranichidinae \| \| \| \| |
|  |                                                                                     |
|  | Sottotribù Discyphinae                                                              |
|  |                                                                                     |
|  | Sottotribù Cranichidinae                                                            |
|  |                                                                                     |

|  | Sottotribù Discyphinae   |
|  |                          |
|  | Sottotribù Cranichidinae |
|  |                          |

|  | Sottotribù Spiranthinae                                                             |
|  |                                                                                     |
|  | \| \| Sottotribù Discyphinae \| \| \| \| \| \| Sottotribù Cranichidinae \| \| \| \| |
|  |                                                                                     |
|  | Sottotribù Discyphinae                                                              |
|  |                                                                                     |
|  | Sottotribù Cranichidinae                                                            |
|  |                                                                                     |

|  | Sottotribù Discyphinae   |
|  |                          |
|  | Sottotribù Cranichidinae |
|  |                          |

|  | Sottotribù Spiranthinae                                                             |
|  |                                                                                     |
|  | \| \| Sottotribù Discyphinae \| \| \| \| \| \| Sottotribù Cranichidinae \| \| \| \| |
|  |                                                                                     |
|  | Sottotribù Discyphinae                                                              |
|  |                                                                                     |
|  | Sottotribù Cranichidinae                                                            |
|  |                                                                                     |

|  | Sottotribù Discyphinae   |
|  |                          |
|  | Sottotribù Cranichidinae |
|  |                          |

|  | Sottotribù Spiranthinae                                                             |
|  |                                                                                     |
|  | \| \| Sottotribù Discyphinae \| \| \| \| \| \| Sottotribù Cranichidinae \| \| \| \| |
|  |                                                                                     |
|  | Sottotribù Discyphinae                                                              |
|  |                                                                                     |
|  | Sottotribù Cranichidinae                                                            |
|  |                                                                                     |

|  | Sottotribù Discyphinae   |
|  |                          |
|  | Sottotribù Cranichidinae |
|  |                          |

|  | Sottotribù Spiranthinae                                                             |
|  |                                                                                     |
|  | \| \| Sottotribù Discyphinae \| \| \| \| \| \| Sottotribù Cranichidinae \| \| \| \| |
|  |                                                                                     |
|  | Sottotribù Discyphinae                                                              |
|  |                                                                                     |
|  | Sottotribù Cranichidinae                                                            |
|  |                                                                                     |

|  | Sottotribù Discyphinae   |
|  |                          |
|  | Sottotribù Cranichidinae |
|  |                          |

|  | Sottotribù Spiranthinae                                                             |
|  |                                                                                     |
|  | \| \| Sottotribù Discyphinae \| \| \| \| \| \| Sottotribù Cranichidinae \| \| \| \| |
|  |                                                                                     |
|  | Sottotribù Discyphinae                                                              |
|  |                                                                                     |
|  | Sottotribù Cranichidinae                                                            |
|  |                                                                                     |

|  | Sottotribù Discyphinae   |
|  |                          |
|  | Sottotribù Cranichidinae |
|  |                          |

|  | Sottotribù Spiranthinae                                                             |
|  |                                                                                     |
|  | \| \| Sottotribù Discyphinae \| \| \| \| \| \| Sottotribù Cranichidinae \| \| \| \| |
|  |                                                                                     |
|  | Sottotribù Discyphinae                                                              |
|  |                                                                                     |
|  | Sottotribù Cranichidinae                                                            |
|  |                                                                                     |

|  | Sottotribù Discyphinae   |
|  |                          |
|  | Sottotribù Cranichidinae |
|  |                          |

|  | Sottotribù Spiranthinae                                                             |
|  |                                                                                     |
|  | \| \| Sottotribù Discyphinae \| \| \| \| \| \| Sottotribù Cranichidinae \| \| \| \| |
|  |                                                                                     |
|  | Sottotribù Discyphinae                                                              |
|  |                                                                                     |
|  | Sottotribù Cranichidinae                                                            |
|  |                                                                                     |

|  | Sottotribù Discyphinae   |
|  |                          |
|  | Sottotribù Cranichidinae |
|  |                          |

|  | Sottotribù Spiranthinae                                                             |
|  |                                                                                     |
|  | \| \| Sottotribù Discyphinae \| \| \| \| \| \| Sottotribù Cranichidinae \| \| \| \| |
|  |                                                                                     |
|  | Sottotribù Discyphinae                                                              |
|  |                                                                                     |
|  | Sottotribù Cranichidinae                                                            |
|  |                                                                                     |

|  | Sottotribù Discyphinae   |
|  |                          |
|  | Sottotribù Cranichidinae |
|  |                          |

|  | Sottotribù Spiranthinae                                                             |
|  |                                                                                     |
|  | \| \| Sottotribù Discyphinae \| \| \| \| \| \| Sottotribù Cranichidinae \| \| \| \| |
|  |                                                                                     |
|  | Sottotribù Discyphinae                                                              |
|  |                                                                                     |
|  | Sottotribù Cranichidinae                                                            |
|  |                                                                                     |

|  | Sottotribù Discyphinae   |
|  |                          |
|  | Sottotribù Cranichidinae |
|  |                          |

|  | Sottotribù Spiranthinae                                                             |
|  |                                                                                     |
|  | \| \| Sottotribù Discyphinae \| \| \| \| \| \| Sottotribù Cranichidinae \| \| \| \| |
|  |                                                                                     |
|  | Sottotribù Discyphinae                                                              |
|  |                                                                                     |
|  | Sottotribù Cranichidinae                                                            |
|  |                                                                                     |

|  | Sottotribù Discyphinae   |
|  |                          |
|  | Sottotribù Cranichidinae |
|  |                          |

|  | Sottotribù Spiranthinae                                                             |
|  |                                                                                     |
|  | \| \| Sottotribù Discyphinae \| \| \| \| \| \| Sottotribù Cranichidinae \| \| \| \| |
|  |                                                                                     |
|  | Sottotribù Discyphinae                                                              |
|  |                                                                                     |
|  | Sottotribù Cranichidinae                                                            |
|  |                                                                                     |

|  | Sottotribù Discyphinae   |
|  |                          |
|  | Sottotribù Cranichidinae |
|  |                          |

|  | Sottotribù Spiranthinae                                                             |
|  |                                                                                     |
|  | \| \| Sottotribù Discyphinae \| \| \| \| \| \| Sottotribù Cranichidinae \| \| \| \| |
|  |                                                                                     |
|  | Sottotribù Discyphinae                                                              |
|  |                                                                                     |
|  | Sottotribù Cranichidinae                                                            |
|  |                                                                                     |

|  | Sottotribù Discyphinae   |
|  |                          |
|  | Sottotribù Cranichidinae |
|  |                          |

|  | Sottotribù Spiranthinae                                                             |
|  |                                                                                     |
|  | \| \| Sottotribù Discyphinae \| \| \| \| \| \| Sottotribù Cranichidinae \| \| \| \| |
|  |                                                                                     |
|  | Sottotribù Discyphinae                                                              |
|  |                                                                                     |
|  | Sottotribù Cranichidinae                                                            |
|  |                                                                                     |

|  | Sottotribù Discyphinae   |
|  |                          |
|  | Sottotribù Cranichidinae |
|  |                          |

|  | Sottotribù Spiranthinae                                                             |
|  |                                                                                     |
|  | \| \| Sottotribù Discyphinae \| \| \| \| \| \| Sottotribù Cranichidinae \| \| \| \| |
|  |                                                                                     |
|  | Sottotribù Discyphinae                                                              |
|  |                                                                                     |
|  | Sottotribù Cranichidinae                                                            |
|  |                                                                                     |

|  | Sottotribù Discyphinae   |
|  |                          |
|  | Sottotribù Cranichidinae |
|  |                          |

|  | Sottotribù Spiranthinae                                                             |
|  |                                                                                     |
|  | \| \| Sottotribù Discyphinae \| \| \| \| \| \| Sottotribù Cranichidinae \| \| \| \| |
|  |                                                                                     |
|  | Sottotribù Discyphinae                                                              |
|  |                                                                                     |
|  | Sottotribù Cranichidinae                                                            |
|  |                                                                                     |

|  | Sottotribù Discyphinae   |
|  |                          |
|  | Sottotribù Cranichidinae |
|  |                          |

|  | Sottotribù Spiranthinae                                                             |
|  |                                                                                     |
|  | \| \| Sottotribù Discyphinae \| \| \| \| \| \| Sottotribù Cranichidinae \| \| \| \| |
|  |                                                                                     |
|  | Sottotribù Discyphinae                                                              |
|  |                                                                                     |
|  | Sottotribù Cranichidinae                                                            |
|  |                                                                                     |

|  | Sottotribù Discyphinae   |
|  |                          |
|  | Sottotribù Cranichidinae |
|  |                          |

|  | Sottotribù Spiranthinae                                                             |
|  |                                                                                     |
|  | \| \| Sottotribù Discyphinae \| \| \| \| \| \| Sottotribù Cranichidinae \| \| \| \| |
|  |                                                                                     |
|  | Sottotribù Discyphinae                                                              |
|  |                                                                                     |
|  | Sottotribù Cranichidinae                                                            |
|  |                                                                                     |

|  | Sottotribù Discyphinae   |
|  |                          |
|  | Sottotribù Cranichidinae |
|  |                          |

|  | Sottotribù Spiranthinae                                                             |
|  |                                                                                     |
|  | \| \| Sottotribù Discyphinae \| \| \| \| \| \| Sottotribù Cranichidinae \| \| \| \| |
|  |                                                                                     |
|  | Sottotribù Discyphinae                                                              |
|  |                                                                                     |
|  | Sottotribù Cranichidinae                                                            |
|  |                                                                                     |

|  | Sottotribù Discyphinae   |
|  |                          |
|  | Sottotribù Cranichidinae |
|  |                          |

|  | Sottotribù Spiranthinae                                                             |
|  |                                                                                     |
|  | \| \| Sottotribù Discyphinae \| \| \| \| \| \| Sottotribù Cranichidinae \| \| \| \| |
|  |                                                                                     |
|  | Sottotribù Discyphinae                                                              |
|  |                                                                                     |
|  | Sottotribù Cranichidinae                                                            |
|  |                                                                                     |

|  | Sottotribù Discyphinae   |
|  |                          |
|  | Sottotribù Cranichidinae |
|  |                          |

|  | Sottotribù Spiranthinae                                                             |
|  |                                                                                     |
|  | \| \| Sottotribù Discyphinae \| \| \| \| \| \| Sottotribù Cranichidinae \| \| \| \| |
|  |                                                                                     |
|  | Sottotribù Discyphinae                                                              |
|  |                                                                                     |
|  | Sottotribù Cranichidinae                                                            |
|  |                                                                                     |

|  | Sottotribù Discyphinae   |
|  |                          |
|  | Sottotribù Cranichidinae |
|  |                          |

|  | Sottotribù Spiranthinae                                                             |
|  |                                                                                     |
|  | \| \| Sottotribù Discyphinae \| \| \| \| \| \| Sottotribù Cranichidinae \| \| \| \| |
|  |                                                                                     |
|  | Sottotribù Discyphinae                                                              |
|  |                                                                                     |
|  | Sottotribù Cranichidinae                                                            |
|  |                                                                                     |

|  | Sottotribù Discyphinae   |
|  |                          |
|  | Sottotribù Cranichidinae |
|  |                          |

|  | Sottotribù Spiranthinae                                                             |
|  |                                                                                     |
|  | \| \| Sottotribù Discyphinae \| \| \| \| \| \| Sottotribù Cranichidinae \| \| \| \| |
|  |                                                                                     |
|  | Sottotribù Discyphinae                                                              |
|  |                                                                                     |
|  | Sottotribù Cranichidinae                                                            |
|  |                                                                                     |

|  | Sottotribù Discyphinae   |
|  |                          |
|  | Sottotribù Cranichidinae |
|  |                          |

|  | Sottotribù Spiranthinae                                                             |
|  |                                                                                     |
|  | \| \| Sottotribù Discyphinae \| \| \| \| \| \| Sottotribù Cranichidinae \| \| \| \| |
|  |                                                                                     |
|  | Sottotribù Discyphinae                                                              |
|  |                                                                                     |
|  | Sottotribù Cranichidinae                                                            |
|  |                                                                                     |

|  | Sottotribù Discyphinae   |
|  |                          |
|  | Sottotribù Cranichidinae |
|  |                          |

|  | Sottotribù Spiranthinae                                                             |
|  |                                                                                     |
|  | \| \| Sottotribù Discyphinae \| \| \| \| \| \| Sottotribù Cranichidinae \| \| \| \| |
|  |                                                                                     |
|  | Sottotribù Discyphinae                                                              |
|  |                                                                                     |
|  | Sottotribù Cranichidinae                                                            |
|  |                                                                                     |

|  | Sottotribù Discyphinae   |
|  |                          |
|  | Sottotribù Cranichidinae |
|  |                          |

|  | Sottotribù Spiranthinae                                                             |
|  |                                                                                     |
|  | \| \| Sottotribù Discyphinae \| \| \| \| \| \| Sottotribù Cranichidinae \| \| \| \| |
|  |                                                                                     |
|  | Sottotribù Discyphinae                                                              |
|  |                                                                                     |
|  | Sottotribù Cranichidinae                                                            |
|  |                                                                                     |

|  | Sottotribù Discyphinae   |
|  |                          |
|  | Sottotribù Cranichidinae |
|  |                          |

|  | Sottotribù Spiranthinae                                                             |
|  |                                                                                     |
|  | \| \| Sottotribù Discyphinae \| \| \| \| \| \| Sottotribù Cranichidinae \| \| \| \| |
|  |                                                                                     |
|  | Sottotribù Discyphinae                                                              |
|  |                                                                                     |
|  | Sottotribù Cranichidinae                                                            |
|  |                                                                                     |

|  | Sottotribù Discyphinae   |
|  |                          |
|  | Sottotribù Cranichidinae |
|  |                          |

|  | Sottotribù Spiranthinae                                                             |
|  |                                                                                     |
|  | \| \| Sottotribù Discyphinae \| \| \| \| \| \| Sottotribù Cranichidinae \| \| \| \| |
|  |                                                                                     |
|  | Sottotribù Discyphinae                                                              |
|  |                                                                                     |
|  | Sottotribù Cranichidinae                                                            |
|  |                                                                                     |

|  | Sottotribù Discyphinae   |
|  |                          |
|  | Sottotribù Cranichidinae |
|  |                          |

|  | Sottotribù Spiranthinae                                                             |
|  |                                                                                     |
|  | \| \| Sottotribù Discyphinae \| \| \| \| \| \| Sottotribù Cranichidinae \| \| \| \| |
|  |                                                                                     |
|  | Sottotribù Discyphinae                                                              |
|  |                                                                                     |
|  | Sottotribù Cranichidinae                                                            |
|  |                                                                                     |

|  | Sottotribù Discyphinae   |
|  |                          |
|  | Sottotribù Cranichidinae |
|  |                          |

|  | Sottotribù Spiranthinae                                                             |
|  |                                                                                     |
|  | \| \| Sottotribù Discyphinae \| \| \| \| \| \| Sottotribù Cranichidinae \| \| \| \| |
|  |                                                                                     |
|  | Sottotribù Discyphinae                                                              |
|  |                                                                                     |
|  | Sottotribù Cranichidinae                                                            |
|  |                                                                                     |

|  | Sottotribù Discyphinae   |
|  |                          |
|  | Sottotribù Cranichidinae |
|  |                          |

|  | Sottotribù Spiranthinae                                                             |
|  |                                                                                     |
|  | \| \| Sottotribù Discyphinae \| \| \| \| \| \| Sottotribù Cranichidinae \| \| \| \| |
|  |                                                                                     |
|  | Sottotribù Discyphinae                                                              |
|  |                                                                                     |
|  | Sottotribù Cranichidinae                                                            |
|  |                                                                                     |

|  | Sottotribù Discyphinae   |
|  |                          |
|  | Sottotribù Cranichidinae |
|  |                          |

|  | Sottotribù Spiranthinae                                                             |
|  |                                                                                     |
|  | \| \| Sottotribù Discyphinae \| \| \| \| \| \| Sottotribù Cranichidinae \| \| \| \| |
|  |                                                                                     |
|  | Sottotribù Discyphinae                                                              |
|  |                                                                                     |
|  | Sottotribù Cranichidinae                                                            |
|  |                                                                                     |

|  | Sottotribù Discyphinae   |
|  |                          |
|  | Sottotribù Cranichidinae |
|  |                          |

### Struttura della sottofamiglia
La struttura tassonomica presentata in questa sede è quella per il momento maggiormente accreditata sulla base delle evidenze filogenetiche.

#### Tribù Codonorchideae
- Codonorchis Lindl. (2 spp.)

#### Tribù Cranichideae
Sottotribù Chloraeinae 
- Bipinnula Comm. ex Juss. (11 spp.)
- Chloraea Comm. ex Juss. (52 spp.)
- Gavilea Poepp. (15 spp.)

Sottotribù Cranichidinae Lindl., 1840
- Aa Rchb.f. (25 spp.)
- Altensteinia Kunth (7 spp.)
- Baskervilla Lindl. (10 spp.)
- Cranichis Sw. (53 spp.)
- Fuertesiella Schltr. (1 sp.)
- Galeoglossum A.Rich  &  Galeotti (3 spp.)
- Gomphichis Lindl. (24 spp.)
- Myrosmodes Rchb.f. (12 spp.)
- Ponthieva R.Br. (66 spp.)
- Porphyrostachys Rchb.f. (2 spp.)
- Prescottia Lindl. (26 spp.)
- Pseudocentrum Lindl. (7 spp.)
- Pterichis Lindl. (20 spp.)
- Solenocentrum Schltr. (4 spp.)
- Stenoptera C.Presl (7 spp.)

Sottotribù Discyphinae 
- Discyphus Schltr. (1 sp.)

Sottotribù Galeottiellinae Salazar & M.W. Chase, 2002
- Galeottiella Schltr. (6 spp.)

Sottotribù Goodyerinae Klotzsch, 1846
- Aenhenrya Gopalan (1 sp.)
- Anoectochilus Blume, 1825 (46 spp.)
- Aspidogyne Garay, 1977 (78 spp.)
- Chamaegastrodia Makino & F.Maek., 1935 (3 spp.)
- Cheirostylis Bijdr., 1825 (56 spp.)
- Cystorchis Blume, 1859 (20 spp.)
- Danhatchia Garay & Christenson, 1995 (3 spp.)
- Dossinia C.Morren, 1848 (1 sp.)
- Erythrodes Blume, 1825 (26 spp.)
- Eurycentrum Schltr., 1905 (4 spp.)
- Gonatostylis Schltr., 1906 (2 spp.)
- Goodyera R.Br., 1813 (99 spp.)
- Halleorchis Szlach. & Olszewski, 1998 (1 sp.)
- Herpysma Lindl., 1833 (1 sp.)
- Hetaeria Blume, 1825 (27 spp.)
- Hylophila Lindl., 1833 (5 spp.)
- Kreodanthus Garay, 1977 (13 spp.)
- Kuhlhasseltia J.J.Sm., 1910 (3 spp.)
- Lepidogyne Blume, 1859 (1 sp.)
- Ludisia A.Rich., 1825 (2 spp.)
- Macodes Lindl., 1840 (11 spp.)
- Microchilus C.Presl, 1827 (160 spp.)
- Myrmechis Blume, 1859 (11 spp.)
- Odontochilus Blume, 1859 (56 spp.)
- Orchipedum Breda, 1827 (3 spp.)
- Pachyplectron Schltr., 1906 (3 spp.)
- Papuaea Schltr., 1919 (1 sp.)
- Rhomboda Lindl., 1857 (24 spp.)
- Schuitemania Ormerod (1 sp.)
- Stephanothelys Garay, 1977 (5 spp.)
- Vrydagzynea Blume, 1858 (42 spp.)
- Zeuxine Lindl., 1826 (80 spp.)

Sottotribù Manniellinae Schltr., 1926
- Manniella Rchb.f. (2 spp.)

Sottotribù Pterostylidinae Pfitzer, 1810
- Pterostylis R.Br. (211 spp.)
- Achlydosa M.A.Clem. & D.L.Jones (1 sp.)

Sottotribù Spiranthinae Lindl., 1840
- Aracamunia Carnevali & I.Ramírez, 1989 (1 sp.)
- Aulosepalum Garay, 1980 (9 spp.)
- Beloglottis Schltr., 1920 (7 spp.)
- Brachystele Schltr., 1920 (20 spp.)
- Buchtienia Schltr., 1929 (4 spp.)
- Coccineorchis Schltr., 1920 (8 spp.)
- Cotylolabium Garay, 1980 (1 sp.)
- Cybebus Garay, 1978 (1 sp.)
- Cyclopogon C.Presl, 1827 (94 spp.)
- Degranvillea Determann, 1985 (1 sp.)
- Deiregyne Schltr., 1920 (24 spp.)
- Dichromanthus Garay, 1982 (4 sp.)
- Eltroplectris Raf., 1837 (15 spp.)
- Eurystyles Wawra, 1863 (21 spp.)
- Funkiella Schltr., 1920 (7 spp.)
- Hapalorchis Schltr., 1919 (13 spp.)
- Helonoma Garay, 1980 (4 spp.)
- Kionophyton Garay, 1980 (3 spp.)
- Lankesterella Ames, 1923 (11 spp.)
- Lyroglossa Schltr., 1920 (2 spp.)
- Mesadenella Pabst & Garay, 1953 (10 spp.)
- Mesadenus Schltr., 1920 (4 spp.)
- Nothostele Garay (2 spp.)
- Odontorrhynchus M.N.Correa, 1953 (4 spp.)
- Pelexia Poit. ex Rich., 1817 (90 spp.)
- Physogyne Garay, 1982 (3 spp.)
- Pseudogoodyera Schltr., 1920 (1 spp.)
- Pteroglossa Schltr., 1920 (13 spp.)
- Quechua Salazar  &  L.Jost  (1 spp.)
- Sacoila Raf., 1837 (8 spp.)
- Sarcoglottis C.Presl, 1827 (52 spp.)
- Sauroglossum Lindl., 1833 (11 spp.)
- Schiedeella Schltr., 1920 (18 spp.)
- Skeptrostachys Garay, 1980 (10 spp.)
- Sotoa Salazar (1 sp.)
- Spiranthes Rich., 1817 (39 spp.)
- Stalkya Garay, 1980 (1 sp.)
- Stenorrhynchos Rich. ex Spreng., 1826 (5 spp.)
- Svenkoeltzia Burns-Bal., 1989 (3 spp.)
- Thelyschista Garay, 1980 (1 spp.)
- Veyretia Szlach., 1995 (11 sp.)

#### Tribù Diurideae
Sottotribù Acianthinae
- Acianthus R.Br. (20 spp.)
- Corybas Salisb. (132 spp.)
- Cyrtostylis R.Br. (5 spp.)
- Stigmatodactylus Maxim. ex Makino (10 spp.)
- Townsonia Cheeseman (2 spp.)

Sottotribù Caladeniinae
- Adenochilus Hook.f.  (2 spp.)
- Aporostylis Rupp & Hatch (1 sp.)
- Caladenia R.Br. (267 spp.)
- Cyanicula Hopper & A.P.Brown (10 spp.)
- Elythranthera (Endl.) A.S.George (2 spp.)
- Ericksonella Hopper  & A.P.Br.  (1 sp.)
- Eriochilus R.Br. (9 spp.)
- Glossodia R.Br. (2 spp.)
- Leptoceras (R.Br.) Lindl. (1 sp.)
- Praecoxanthus Hopper & A.P.Brown (1 sp.)

Sottotribù Cryptostylidinae
- Coilochilus Schltr. (1 sp.)
- Cryptostylis R.Br. (23 spp.)

Sottotribù Diuridinae
- Diuris Sm. (71 spp.)
- Orthoceras R.Br. (2 spp.)

Sottotribù Drakaeinae
- Arthrochilus F.Muell. (15 spp.)
- Caleana R.Br. (1 sp.)
- Chiloglottis R.Br. (23 spp.)
- Drakaea Lindl. (10 spp.)
- Paracaleana Blaxell (13 spp.)
- Spiculaea Lindl. (1 sp.)

Sottotribù Megastylidinae
- Burnettia Lindl. (1 sp.)
- Leporella A.S.George (1 sp.)
- Lyperanthus R.Br. (2 spp.)
- Megastylis (Schltr.) Schltr. (7 spp.)
- Pyrorchis D.L.Jones  &  M.A.Clements  (2 spp.)
- Rimacola Rupp (1 sp.)
- Waireia D.L.Jones, Molloy & M.A.Clements (1 sp.)

Sottotribù Prasophyllinae
- Genoplesium R.Br.  (47 spp.)
- Microtis R.Br.  (19 spp.)
- Prasophyllum R.Br. (131 spp.)

Sottotribù Rhizanthellinae
- Rhizanthella R.S.Rogers (4 spp.)

Sottotribù Thelymitrinae
- Calochilus R.Br. (27 spp.)
- Epiblema R.Br. (1 sp.)
- Thelymitra J.R.Forst. & G.Forst. (110 spp.)

#### Tribù Orchideae
Sottotribù Brownleeinae
- Brownleea Harv. ex Lindl., 1842 (8 spp.)
- Disperis Sw., 1800 (81 spp.)

Sottotribù Coryciinae
- Ceratandra Lindl., 1837 (6 spp.)
- Corycium Sw., 1800 (13 spp.)
- Evotella  Kurzweil & H.P.Linder, 1991 (2 spp.)
- Pterygodium Sw. (20 spp.)

Sottotribù Disinae
- Disa P.J.Bergius (185 spp.)
- Huttonaea Harv. (5 spp.)
- Pachites Lindl. (2 spp.)

Sottotribù Orchidinae
- Anacamptis Rich. (11 spp.)
- Bartholina R.Br. (2 spp.)
- Benthamia A.Rich. (31 spp.)
- Bonatea Willd. (13 spp.)
- Brachycorythis Willd. (37 spp.)
- Centrostigma Schltr. (3 spp.)
- Chamorchis Rich. (1 sp.)
- Cynorkis Thouars, 1809 (185 spp.)
- Dactylorhiza Neck. ex Nevski (43 spp.)
- Diplomeris D.Don (3 spp.)
- Dracomonticola H.P.Linder &  Kurzweil (1 sp.)
- Galearis Raf. (10 spp.)
- Gennaria Parl. (2 spp.)
- Gymnadenia R.Br. (28 spp.)
- Habenaria Willd. (891 spp.)
- Hemipilia Lindl. (14 spp)
- Hsenhsua X.H.Jin, Schuit. & W.T.Jin (1 sp.)
- Herminium L. (50 spp.)
- Himantoglossum Spreng. (10 spp.)
- Holothrix Rich. ex Lindl.  (46 spp.)
- Megalorchis H.Perrier (1 sp.)
- Neobolusia Schltr. (3 spp.)
- Neotinea Rchb.f. (6 spp.)
- Oligophyton H.P.Linder, 1986 (1 sp.)
- Ophrys L. (29 spp.)
- Orchis L. (23 spp.)
- Pecteilis Raf. (10 spp.)
- Peristylus Blume (103 spp.)
- Platanthera Rich. (142 spp.)
- Platycoryne Rchb.f., 1855 (19 spp.)
- Pseudorchis Ség. (2 spp.)
- Roeperocharis Rchb.f. (5 spp.)
- Satyrium L. (90 spp.)
- Schizochilus Sond. (11 spp.)
- Serapias L. (16 spp.)
- Silvorchis J.J.Sm. (4 spp.)
- Sirindhornia H.A.Pedersen & Suksathan (3 spp.)
- Stenoglottis Lindl.  (6 spp.)
- Steveniella Schltr. (1 sp.)
- Thulinia P.J.Cribb (1 sp.)
- Traunsteinera Rchb. (2 spp.)
- Tsaiorchis Tang & F.T.Wang (2 sp.)
- Tylostigma Schltr. (8 spp.)
- Veyretella Szlach. & Olszewski (2 spp.)

### Alcune specie

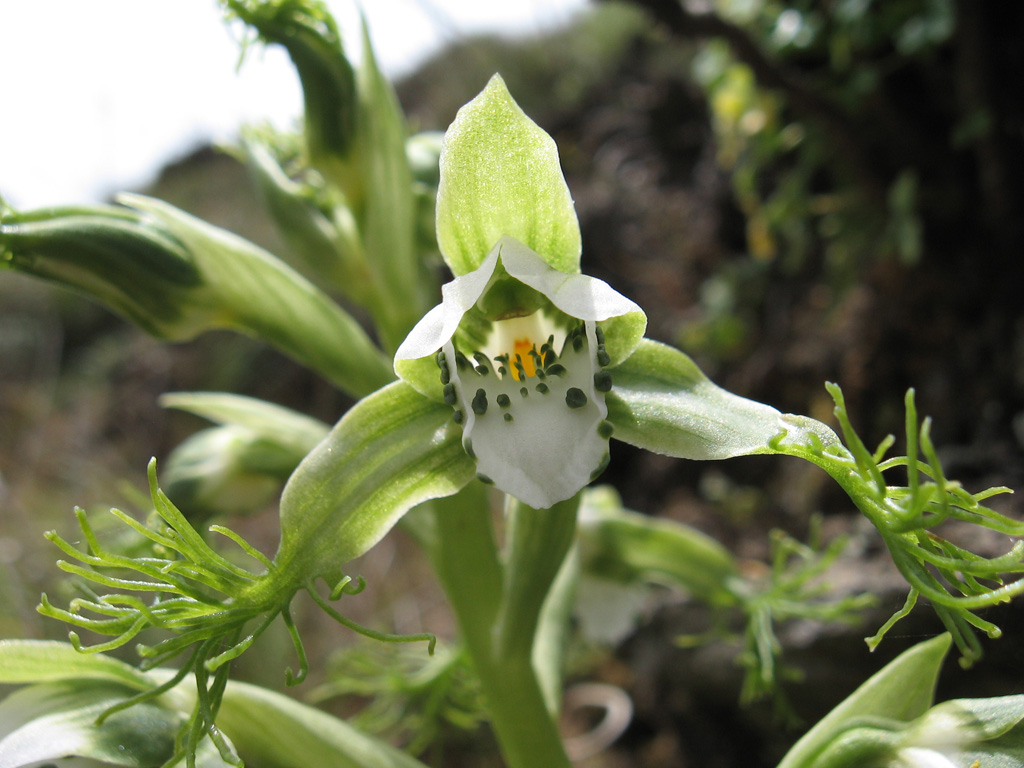
Bipinnula fimbriata
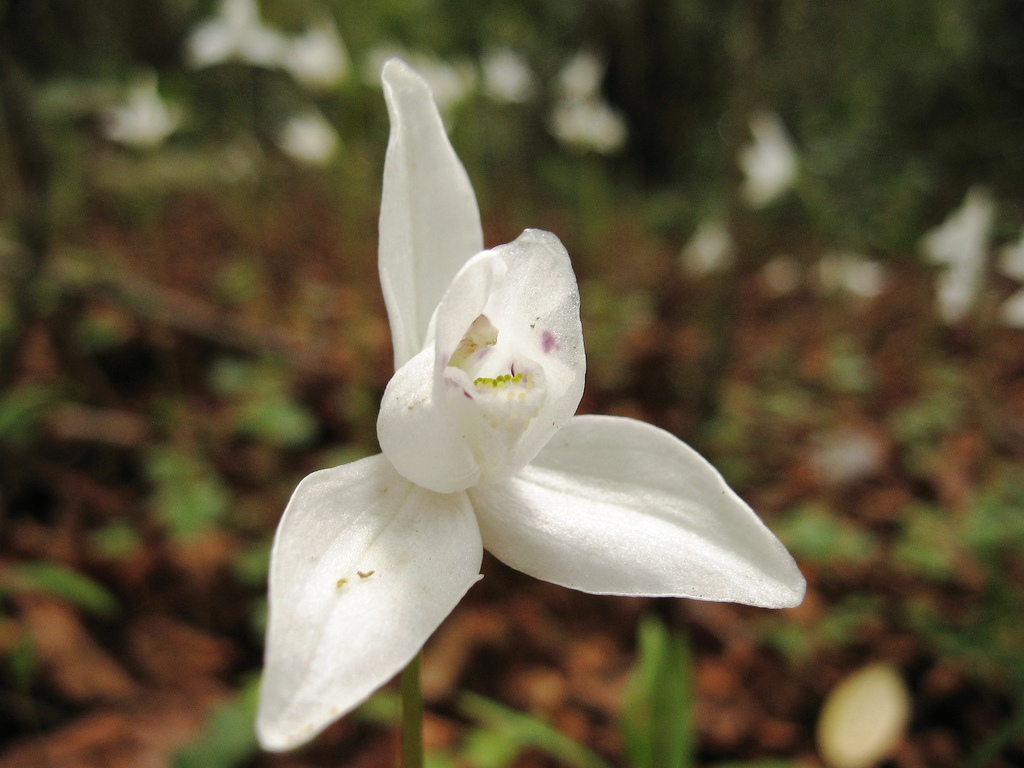
Codonorchis lessonii
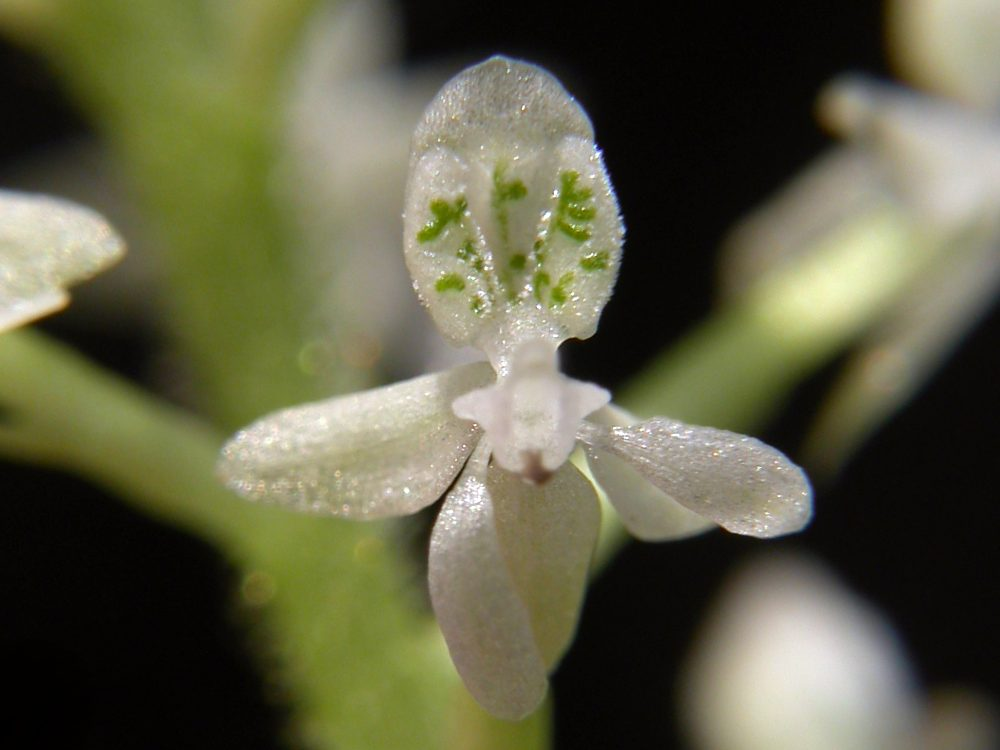
Cranichis candida
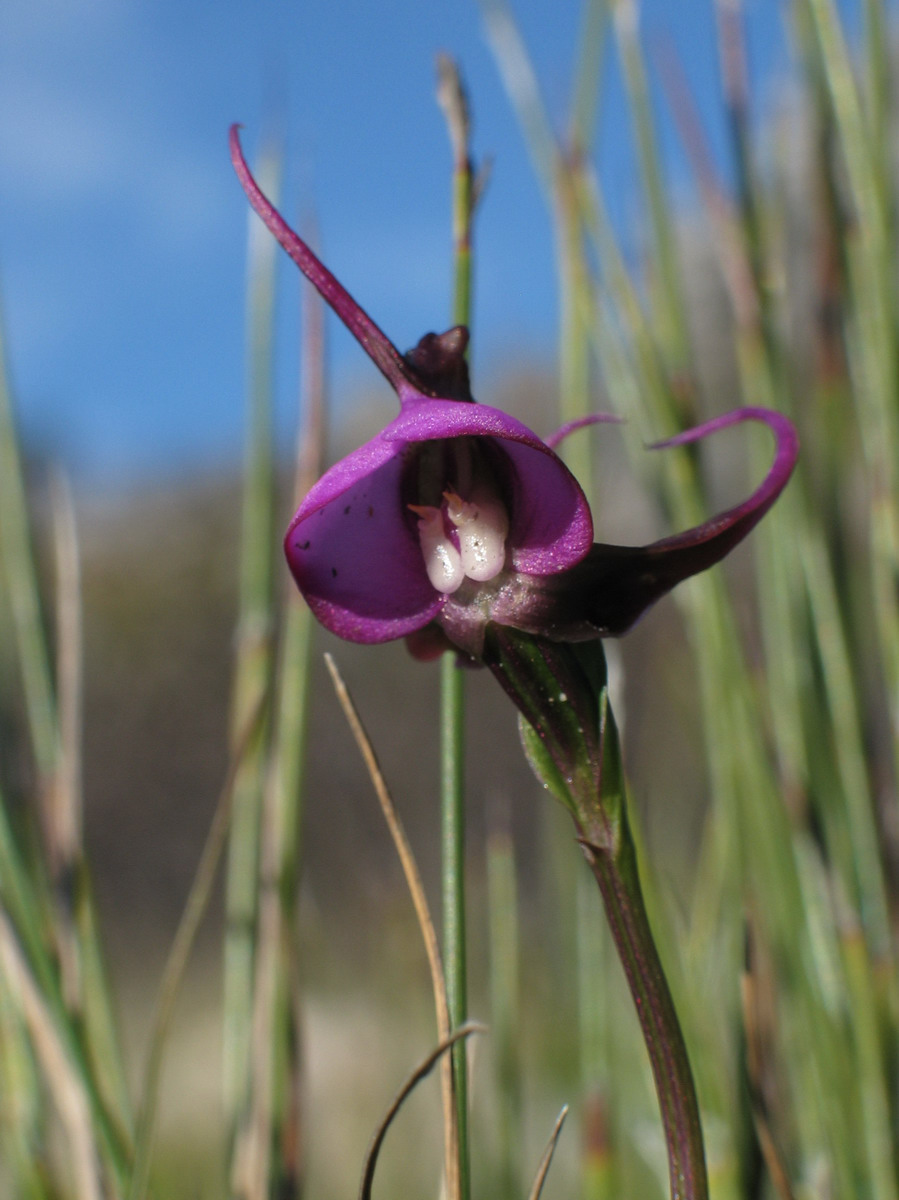
Disperis capensis
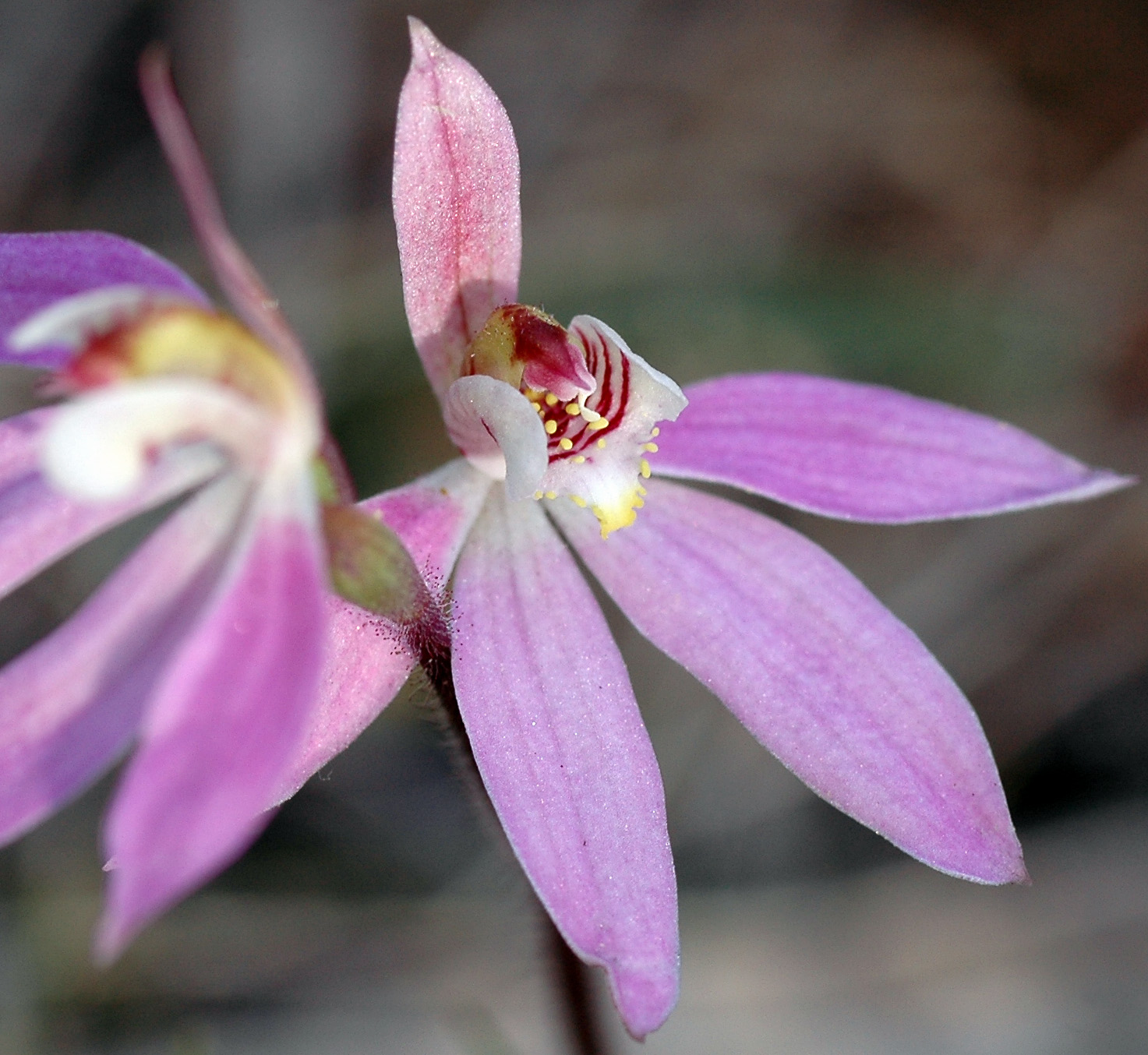
Caladenia carnea
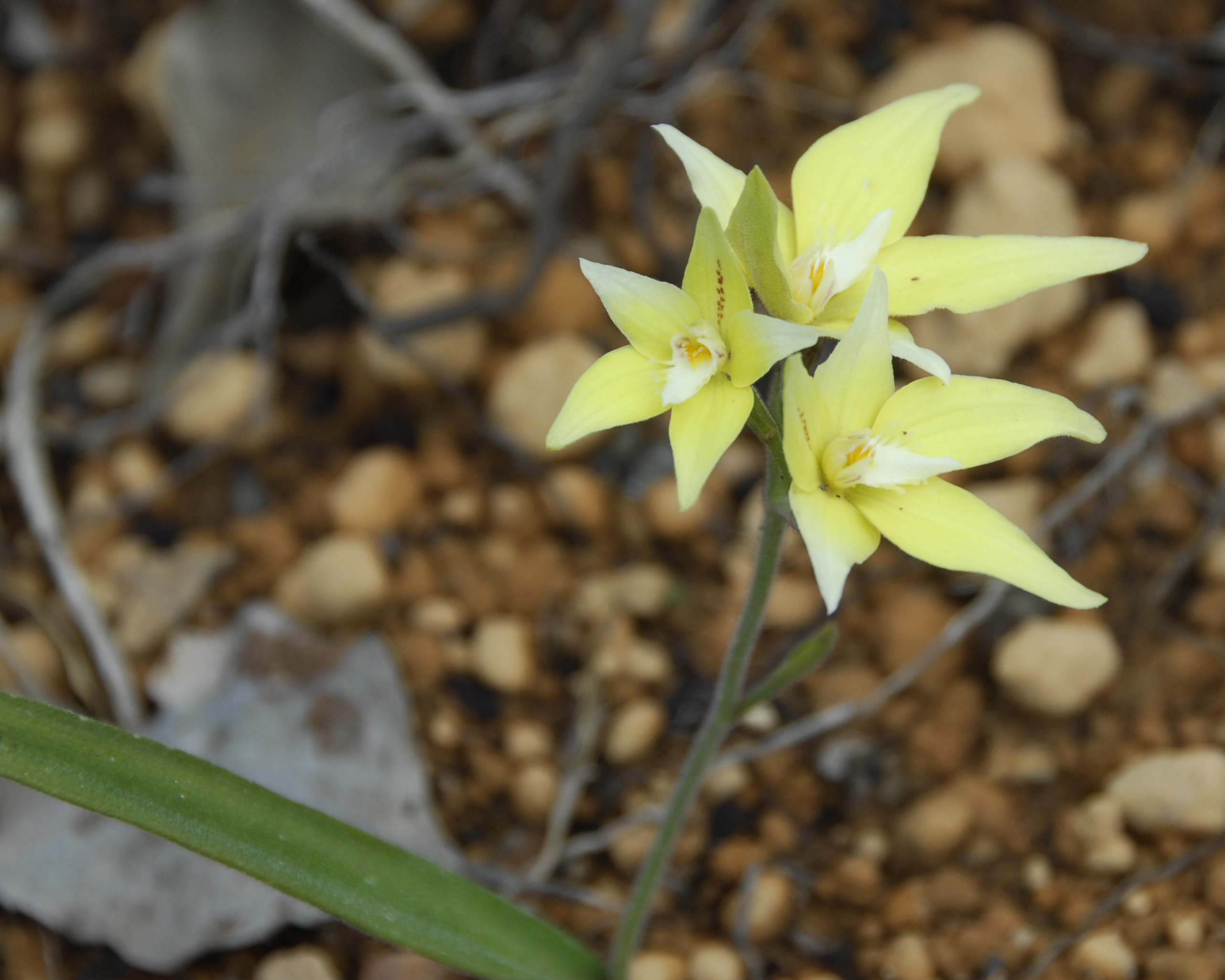
Caladenia flava
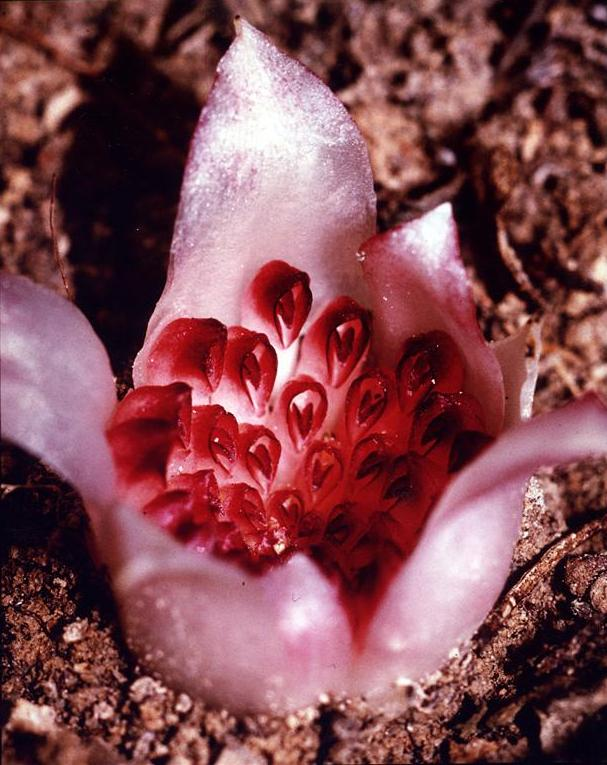
Rhizanthella gardneri
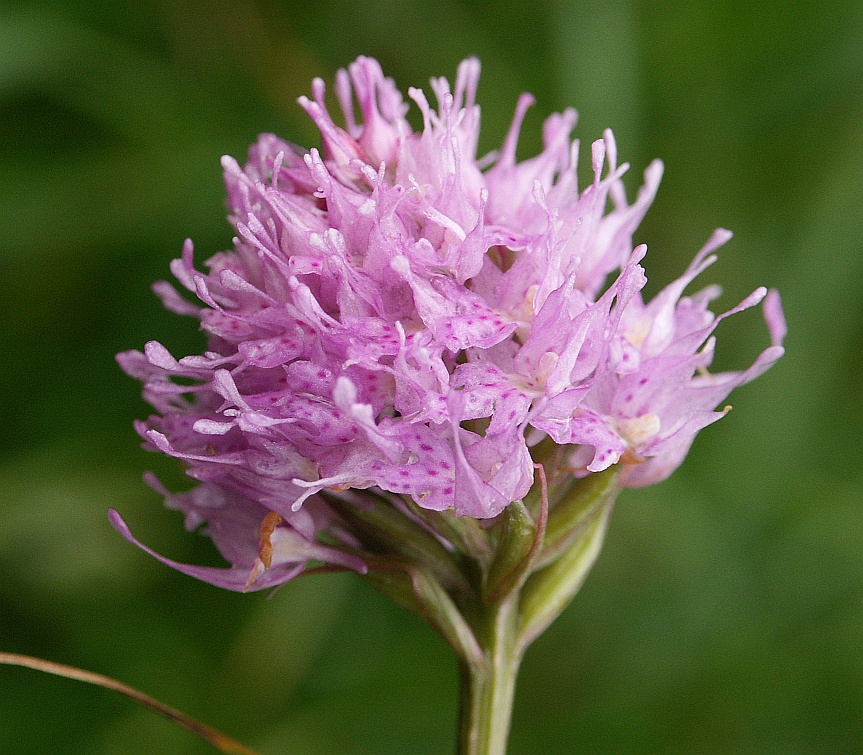
Traunsteinera globosa
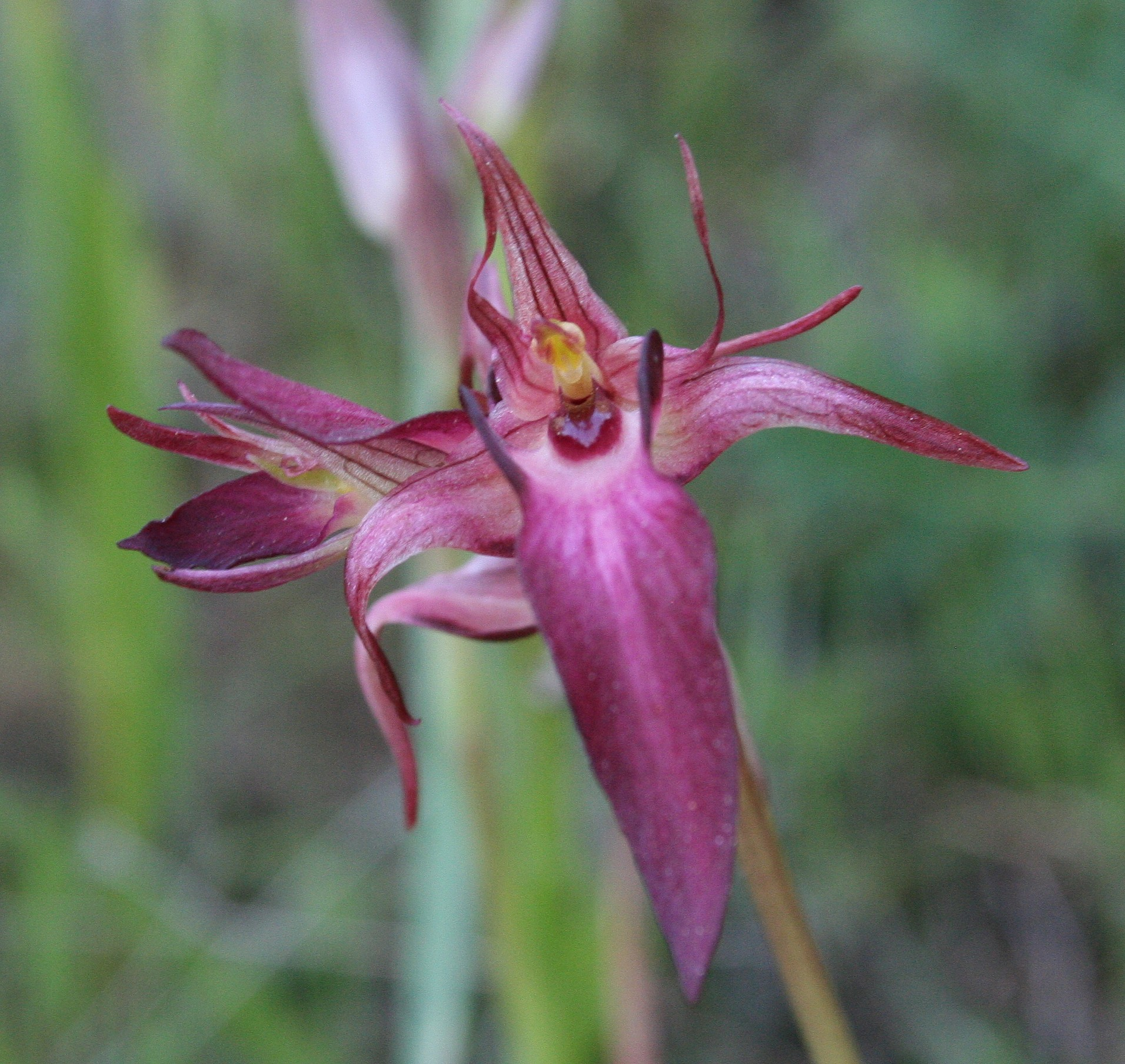
Serapias strictiflora